# Fabienne Coenders
Fabienne Coenders (* 12. Dezember 1992) ist eine niederländische Volleyballspielerin.

## Karriere
Coenders begann ihre Karriere bei AV Flash Arcen. 2011 wechselte sie zu Flamingo's Gennep. In der Saison 2015/16 spielte die Außenangreiferin bei Eurosped Almelo. Anschließend wurde sie vom deutschen Zweitligisten Bayer 04 Leverkusen verpflichtet. 2018 wechselte sie innerhalb der Zweiten Liga Nord zu den Skurios Volleys Borken. Mit dem Verein spielte sie zunächst weitere fünf Jahre in der Zweiten Liga und seit 2023 in der Zweiten Liga Pro. In der Saison 2024/25 gelang dem Team der Aufstieg in die erste Liga. Auch 2025/26 spielt Coenders für Borken.